# Wicklow Reef SAC
Wicklow Reef SAC este o arie protejată (arie specială de conservare — SAC, sit de importanță comunitară — SCI) din Irlanda întinsă pe o suprafață de 1.532,56 ha, integral marine.

## Localizare
Centrul sitului Wicklow Reef SAC este situat la coordonatele 52°58′25″N 5°57′25″W / 52.973623°N 5.956834°V.

## Înființare
Situl Wicklow Reef SAC a fost declarat sit de importanță comunitară în august 2001 pentru a proteja un număr necunoscut de specii din flora spontană și fauna sălbatică aflate în arealul zonei. Situl a fost protejat și ca arie specială de conservare în februarie 2016.

## Biodiversitate
Situată în ecoregiunea atlantică, aria protejată conține 1 habitat natural: Recifuri.
La baza desemnării sitului se află un număr nedeclarat de specii protejate.
Pe lângă speciile protejate, pe teritoriul sitului au mai fost identificate 4 specii de nevertebrate.